# Alano III da Bretanha
Alano III de Rennes (997 – 1° de outubro de 1040; em francês: Alain III de Bretagne) foi conde de Rennes e duque da Bretanha, por direito de sucessão de 1008 até sua morte.

## Vida
Era filho do duque Godofredo I e Hawise da Normandia. Alano sucedeu seu pai como duque da Bretanha, em 1008. Devido ainda ser menor de idade no momento da morte de seu pai, sua mãe atuou como regente do ducado, enquanto seu irmão Ricardo II, duque da Normandia assumiu a tutela sobre o ducado. Em 1018 casou-se com Berta de Blois, filha de Odo II, Conde de Blois e sua segunda esposa Ermengarde de Auvérnia.
Quando Ricardo III, duque da Normandia morreu em agosto de 1026, seu irmão Roberto I o sucedeu. Alano aparentemente aproveitou a confusão resultante para se libertar da suserania normanda. No início dos anos de 1030, Roberto I atacou com sucesso Dol e sua incursão de retaliação em Avranches foi repelida causando contínuos ataques de ida e volta entre ambos. Enfrentando uma invasão da Normandia via terra e a frota do duque normando, o arcebispo Roberto de Ruão mediou uma trégua entre seus dois sobrinhos no Monte Saint-Michel, onde Alano jurou lealdade a seu primo Roberto. Quando deixou a Normandia para a Terra Santa, Roberto I, duque da Normandia nomeou seu primo, Alano III, para ser um guardião de seu jovem filho Guilherme. Alano III também ajudou Herberto I, "Cão Vigília" em suas guerras com Avesgaud, Bispo de Le Mans e estava com o conde em seu ataque ao castelo de Avesgaud em La Ferté-Bernard, o destruindo e causando a fuga do bispo.
Em 1037 com a morte de Roberto, arcebispo de Ruão, a proteção do jovem Guilherme foi agora deixada para Alano III e seu primo Gilberto, que esforçadamente manteve a Normandia unida. Eles nomearam Mauger ao ver agora Ruão vaga e seu irmão Guilherme como conde de Arques, na tentativa de ganhar o seu apoio ao duque Guilherme. Em 1° de outubro de 1040, enquanto cercando um castelo rebelde perto Vimoutiers na Normandia, Alano III morreu de repente. De acordo com Orderico, foi envenenado por normandos sem nome.

## Família
Com Berta de Blois, teve dois filhos:
- Conan II (morto em 1066), sucedeu seu pai;[1]
- Hawise de Bretanha, que se casou com Hoel da Cornualha.[1]

Depois de 14 de maio de 1046, sua viúva Berta casou se pela segunda vez com Hugo IV, Conde de Maine.